# Uniwersytet Przyrodniczy w Lublinie
Uniwersytet Przyrodniczy w Lublinie (dawniej Akademia Rolnicza w Lublinie) – publiczna uczelnia przyrodnicza w Lublinie, która powstała jako samodzielna jednostka w 1955 roku, o charakterze wieloprofilowym, integrującym nauki rolnicze, biologiczne, weterynaryjne, techniczne i ekonomiczno-społeczne. Tworzy ją siedem wydziałów. 

## Historia
Tradycje uniwersyteckie uczelni sięgają roku 1944, kiedy w ramach nowo utworzonego Uniwersytetu Marii Curie-Skłodowskiej w Lublinie powołano pierwsze cztery wydziały: Lekarski, Przyrodniczy, Rolny i Weterynaryjny. Wśród kolejno tworzonych wydziałów w 1953 r. rozpoczął działalność Wydział Zootechniczny. 
W 1955 r. na fali tworzenia nowych uczelni wyższych ówczesny rektor Uniwersytetu Marii Curie-Skłodowskiej w Lublinie prof. Bohdan Dobrzański otrzymał nakaz utworzenia z fakultetów rolnego, weterynaryjnego i zootechnicznego odrębnej jednostki naukowo-dydaktycznej i badawczej. Rada Ministrów uchwałą nr 503 z 6 sierpnia 1955 r. powołała Wyższą Szkołę Rolniczą w Lublinie. Jej pierwszym rektorem został prof. Bohdan Dobrzański.
Rozwój uczelni, rozszerzenie prowadzonej działalności, doprowadziło do powołania dwóch kolejnych wydziałów w 1970 r.: Ogrodniczego (od 2010 r. Ogrodnictwa i Architektury Krajobrazu) i Techniki Rolniczej (od 2003 r. Inżynierii Produkcji). W 1972 r. uczelni nadano nazwę Akademia Rolnicza w Lublinie.
Wydział Rolny w 1960 został Rolniczym, a od 2007 nosi nazwę Wydział Agrobioinżynierii; Wydział Weterynaryjny w 1991 zmienił nazwę na Wydział Medycyny Weterynaryjnej, a Wydział Zootechniczny od roku 1998 przekształcono w Wydział Biologii i Hodowli Zwierząt. W maju 2005 Senat powołał jako szósty Wydział Nauk o Żywności i Biotechnologii, a w 2006 jako siódmy Wydział Nauk Rolniczych w Zamościu (dawny Instytut Nauk Rolniczych), działający do 2015 roku. 
W 2008 r. uczelnia została przekształcona w Uniwersytet Przyrodniczy w Lublinie. 
W XXI w. uczelnia rozbudowała swoją infrastrukturę naukowo-badawczą, m.in. wykorzystując fundusze unijne. W 2012 oddano budynek biblioteki głównej, rok później Centrum Innowacyjno-Wdrożeniowe Nowych Technik i Technologii w Inżynierii Rolniczej, a w 2015 – Innowacyjne Centrum Patologii i Terapii Zwierząt.
Decyzją senatu Uczelni z 29 marca utworzono siódmy wydział w strukturze Uniwersytetu – Wydział Biologii Środowiskowej, powołano również szkołę doktorską.

## Władze uczelni
W kadencji 2020–2024:
| Stanowisko                                   | Imię i nazwisko                        |
| -------------------------------------------- | -------------------------------------- |
| Rektor                                       | prof. dr hab. inż. Krzysztof Kowalczyk |
| Prorektor ds. Nauki i Współpracy z Zagranicą | prof. dr hab. inż. Bartosz Sołowiej    |
| Prorektor ds. Kadr                           | prof. dr hab. inż. Andrzej Marczuk     |
| Prorektor ds. Studenckich i Dydaktyki        | dr hab. Urszula Kosior-Korzecka        |

## Rektorzy
Rektorzy Uczelni od roku 1955: 
1. prof. zw. dr hab. Bohdan Dobrzański (1955–1959)
2. prof. zw. dr Stefan Ziemnicki(inne języki) (1959–1965)
3. prof. zw. dr Marian Chomiak (1965–1968)
4. prof. zw. dr hab. Bohdan Dobrzański (1968–1969)
5. prof. zw. dr hab. Ewald Sasimowski (1969–1972)
6. prof. zw. dr hab. Janusz Welento (1972–1981)
7. prof. zw. dr hab. Edmund Prost (1981–1987)
8. prof. zw. dr hab. Czesław Tarkowski (1987–1990)
9. prof. dr hab Józef Nurzyński (1990–1996)
10. prof. dr hab Marian Wesołowski (1996–2002)
11. prof. dr hab Zdzisław Targoński (2002–2008)
12. prof. dr hab. Marian Wesołowski (2008–2016)
13. prof. dr hab. Zygmunt Litwińczuk (2016–2020)
14. prof. dr hab. Krzysztof Kowalczyk (od 2020)

## Wydziały i kierunki kształcenia

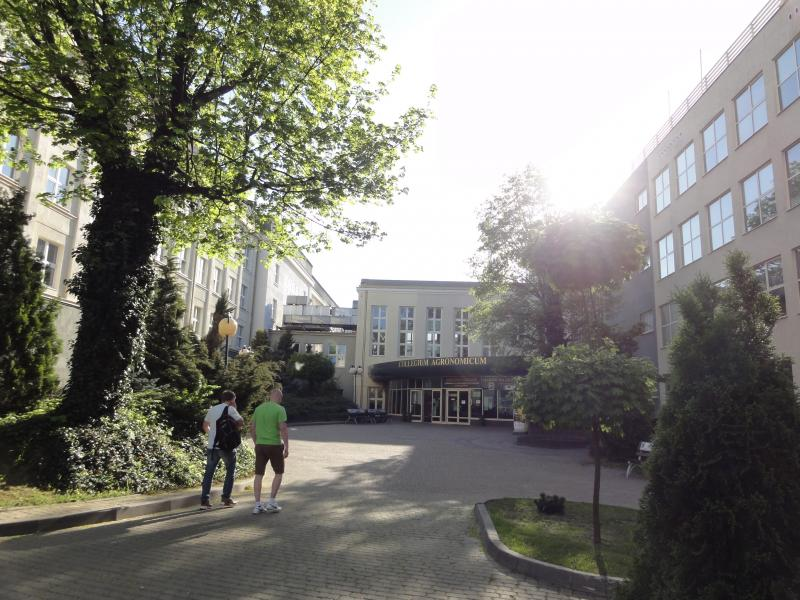
Collegium Agronomicum, Uniwersytet Przyrodniczy w Lublinie

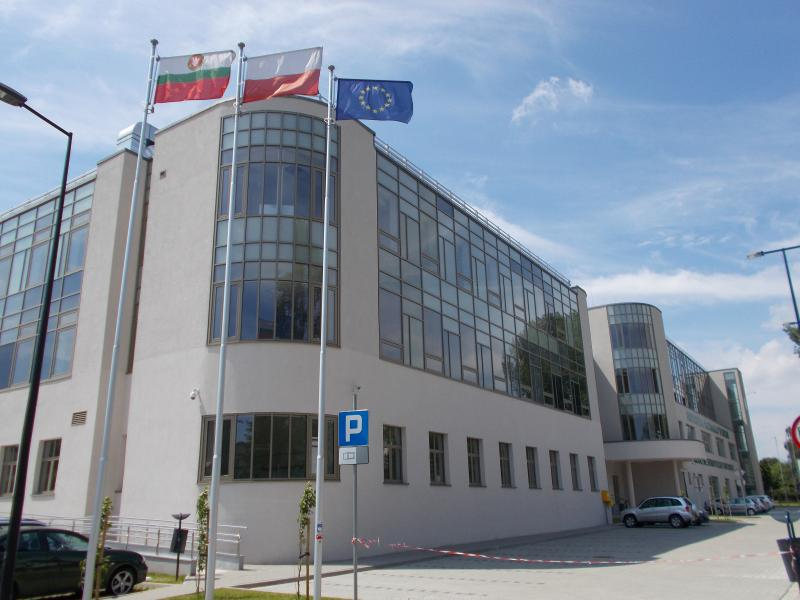
Budynek Innowacyjnego Centrum Patologii i Terapii Zwierząt, Wydział Medycyny Weterynaryjnej UP

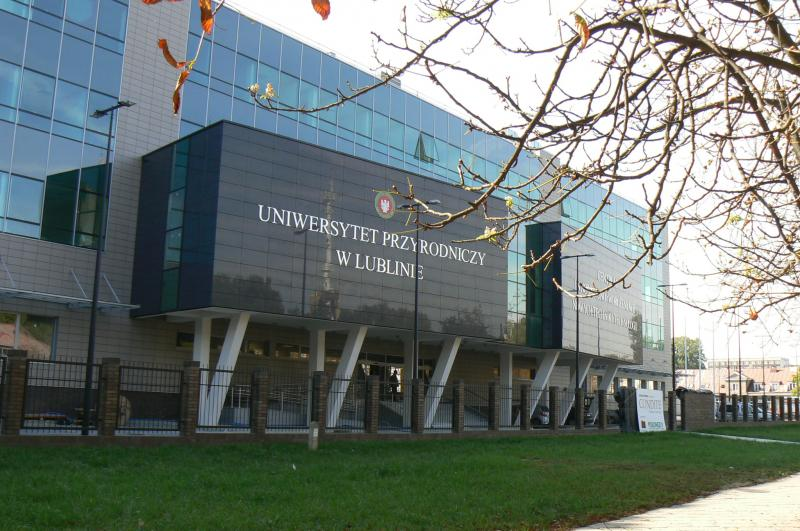
Centrum Innowacyjno-Wdrożeniowe Nowych Technik i Technologii w Inżynierii Rolniczej, Wydział Inżynierii Produkcji UP

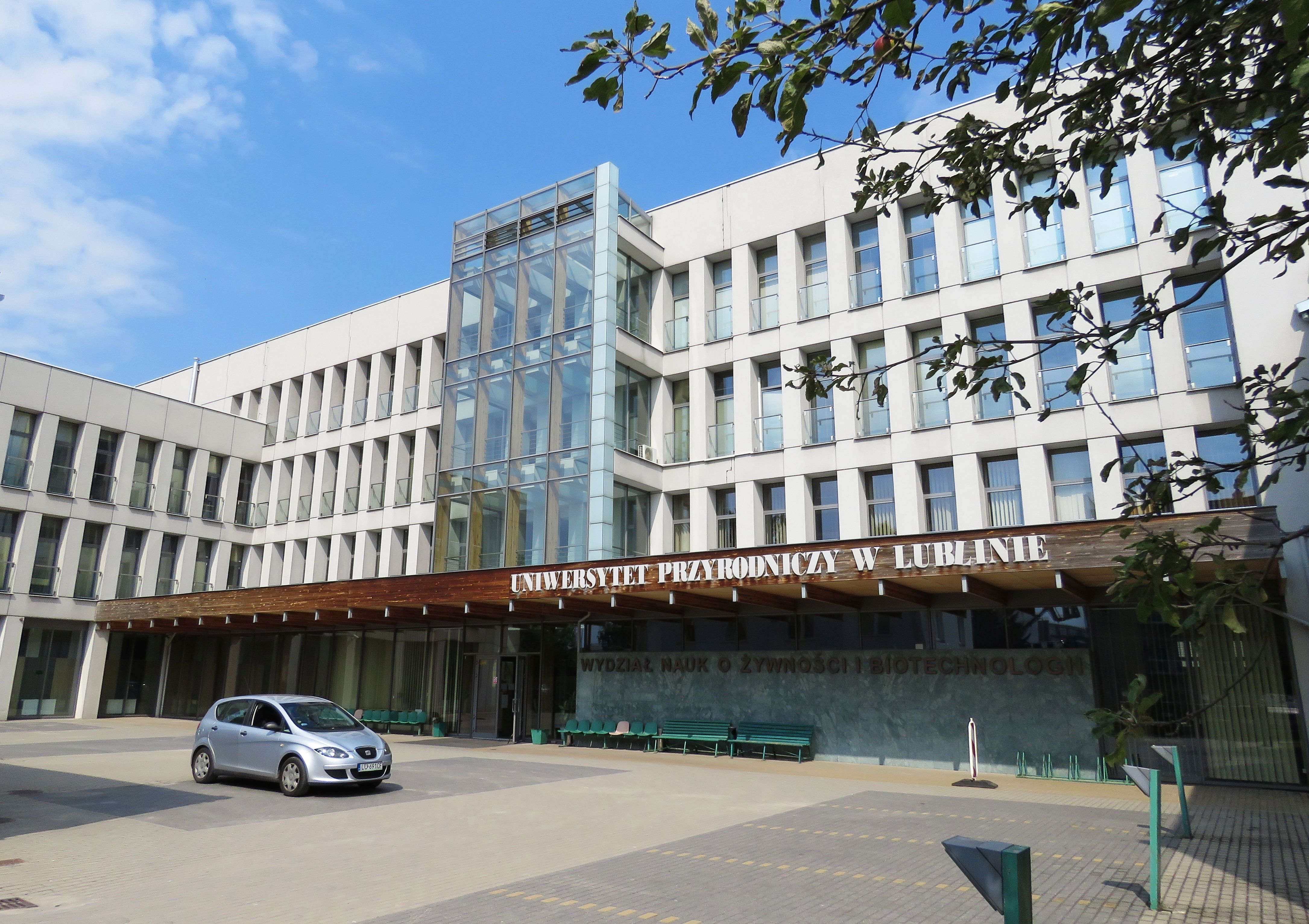
Wydział Nauk o Żywności i Biotechnologii

Obecnie Uczelnia daje możliwość podjęcia studiów wszystkich rodzajów stopni na pięćdziesięciu jeden kierunkach prowadzonych w ramach siedmiu wydziałów.

### Wydział Agrobioinżynierii
- Agrobiznes
- Agroleśnictwo
- Bioinżynieria
- Ekonomia
- Gospodarka przestrzenna
- Inżynieria ekologiczna
- Leśnictwo
- Rolnictwo
- Turystyka i rekreacja
- Zarządzanie w biobiznesie
- Zielone technologie

### Wydział Medycyny Weterynaryjnej
- Analityka weterynaryjna
- Weterynaria
- Veterinary Medicine

### Wydział Nauk o Zwierzętach i Biogospodarki
- Animaloterapia
- Behawiorystyka zwierząt
- Bezpieczeństwo i certyfikacja żywności
- Bezpieczeństwo i higiena pracy
- Bioinformatyka w biogospodarce
- Doradztwo w obszarach wiejskich
- Hipologia i jeździectwo
- Kryminalistyka w biogospodarce
- Pielęgnacja zwierząt i animaloterapia
- Zootechnika
- Animal Science and Dairy Production
- Equine Management and Care

### Wydział Ogrodnictwa i Architektury Krajobrazu
- Architektura krajobrazu
- Doradztwo ogrodnicze
- Ochrona roślin i kontrola fitosanitarna
- Ogrodnictwo
- Zielarstwo i fitoprodukty
- Zielona urbanistyka
- Green Urban Planning
- Plant Protection and Phytosanitary Control

### Wydział Inżynierii Produkcji
- Ekoenergetyka
- Geodezja i kartografia
- Informatyka przemysłowa
- Inżynieria chemiczna i procesowa
- Inżynieria przemysłu spożywczego
- Inżynieria środowiska
- Technika rolnicza i agrotronika
- Transport i logistyka
- Zarządzanie i inżynieria produkcji
- Management and Production Engineering

### Wydział Nauk o Żywności i Biotechnologii
- Biotechnologia
- Dietetyka
- Gastronomia i sztuka kulinarna
- Technologia żywności i żywienie człowieka
- Food Technology and Human Nutrition

### Wydział Biologii Środowiskowej
- Biobezpieczeństwo I zarządzanie kryzysowe
- Biokosmetologia
- Biologia
- Ochrona środowiska

## Posiadane uprawnienia
Uniwersytet Przyrodniczy w Lublinie posiada uprawnienia do nadawania następujących stopni naukowych:
- doktora i doktora habilitowanego w siedmiu dyscyplinach: rolnictwo i ogrodnictwo, technologia żywności i żywienia, weterynaria, zootechnika i rybactwo, inżynieria mechaniczna, inżynieria środowiska, górnictwo i energetyka; nauki biologiczne

- Uczelnia ma uprawnienia do prowadzenia studiów pierwszego i drugiego stopnia oraz jednolitych magisterskich (weterynaria), prowadzenia studiów trzeciego stopnia (studia doktoranckie), a także prowadzenia studiów podyplomowych.

## Baza akademicka

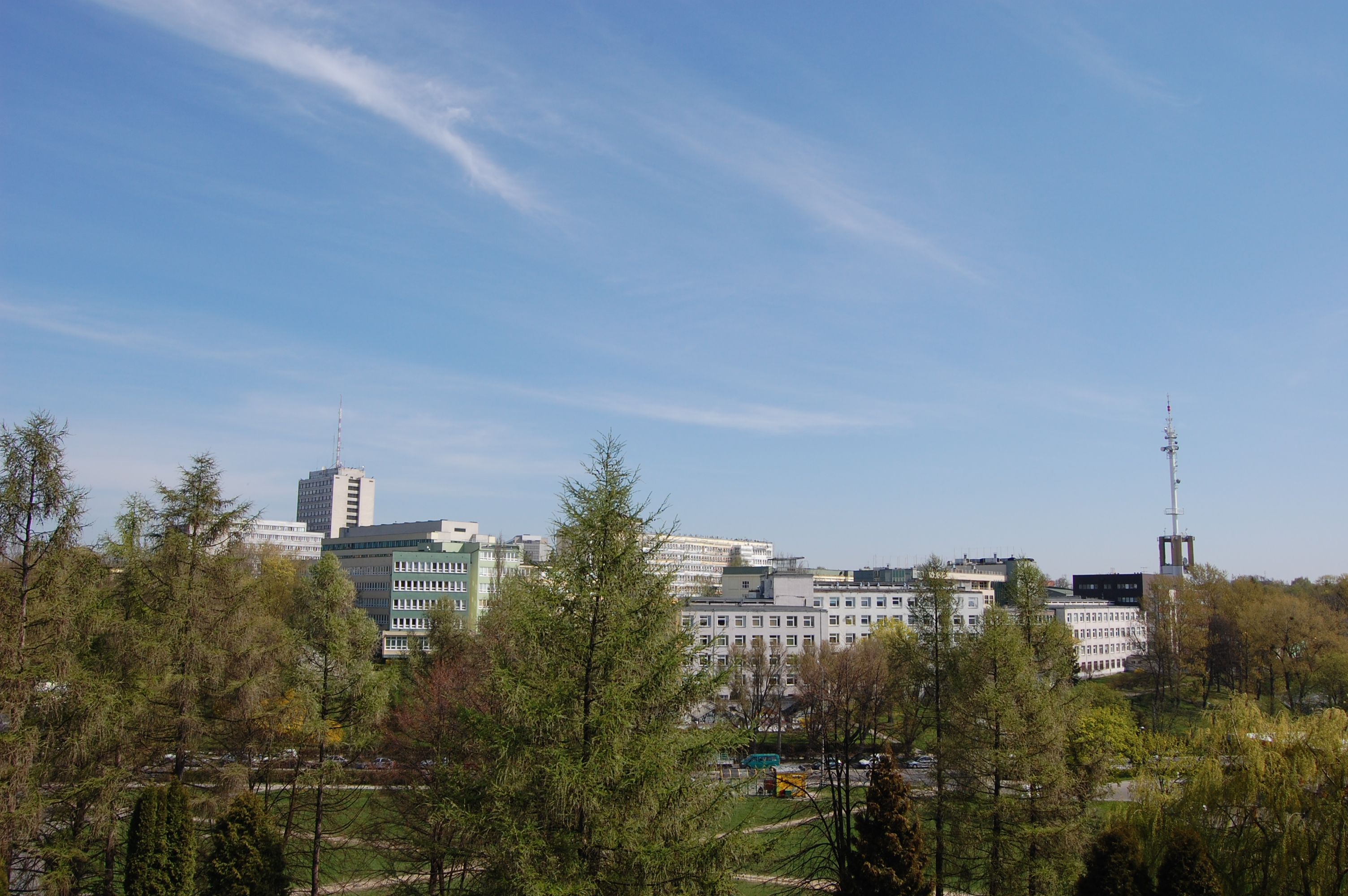
Miasteczko uniwersyteckie w Lublinie, widoczne budynki UP

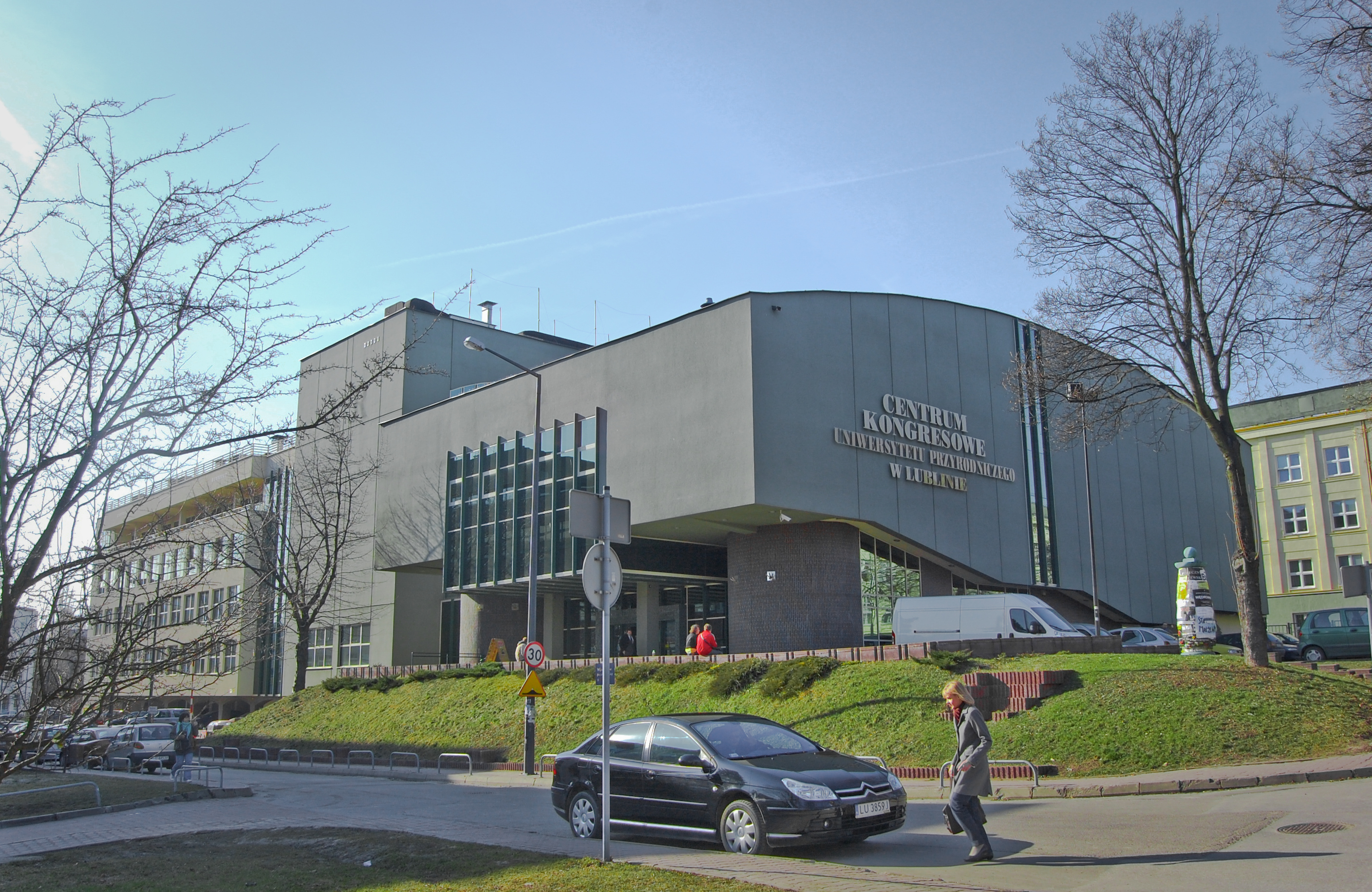
Centrum Kongresowe UP - sala widowiskowa

Uniwersytet Przyrodniczy w Lublinie skupia swoją główną działalność w dwóch obszarach Lublina – w okolicach Felina oraz na południe od Miasteczka Akademickiego (okolice ul. Głębokiej, ul. Uniwersyteckiej i ul. Raabego). W dzielnicy Felin znajdują się domy studenckie („Broadway” i „Manhattan”), gospodarstwo doświadczalne, budynki dydaktyczne przy ul. Doświadczalnej i Dobrzańskiego. W okolicach ul. Głębokiej i Akademickiej znajdują się główne budynki uczelni: rektorat, biblioteka główna, większość wydziałów, kliniki weterynaryjne oraz Centrum Sportowo-Rekreacyjne z basenem i halami sportowymi. 
Przy ul. Głębokiej 28 mieści się Centrum Innowacyjno-Wdrożeniowe Nowych Technik i Technologii w Inżynierii Rolniczej, będące siedzibą Wydziału Inżynierii Produkcji, części katedr Wydziału Ogrodnictwa i Architektury Krajobrazu oraz Centralnego Laboratorium Badawczego. W 2025 r. rozpoczęło działalność Centrum Fenomiki Roślin przy ulicy Doświadczalnej 50, w którym znajduje się zautomatyzowana platforma do cyfrowego fenotypowania roślin.
W miasteczku uniwersyteckim znajdują się trzy domy studenckie (Cebion, Dodek i Eskulap). Część budynków Uniwersytetu znajduje się przy ul. Skromnej (Wydział Nauk o Żywności i Biotechnologii), a także w centrum miasta (przy ul. Leszczyńskiego – Wydział Agrobioinżynierii oraz Wydział Ogrodnictwa i Architektury Krajobrazu).

## Życie studenckie
Na Uniwersytecie Przyrodniczym w Lublinie działa samorząd studentów z Radą Uczelnianą Samorządu Studenckiego oraz  liczne koła naukowe i organizacje studenckie. Największym projektem studenckim jest organizacja Feliniady – części Lubelskich Dni Kultury Studenckiej.  
Funkcjonują  instytucje kulturalne, takie jak Chór Akademicki (drugi najstarszy studencki zespół chóralny w Lublinie, powstały w 1952 r.) oraz Zespół Pieśni i Tańca „Jawor” (założony w 1960 r.), skupione w Centrum Kultury i Folkloru Wsi.  
Na uczelni działa także Centrum Kongresowe (jedna z większych sal widowiskowych w Lublinie). 

## Współpraca międzynarodowa
Uniwersytet Przyrodniczy w Lublinie współpracuje z instytucjami naukowo-badawczymi m.in. w Belgii, Chinach, na Słowacji, Ukrainie oraz we Włoszech. W ramach współpracy prowadzone są wspólne przedsięwzięcia o charakterze naukowym i edukacyjnym oraz programy międzynarodowych wymian akademickich.
Uczelnia uczestniczy w programie Erasmus+, dla tego celu podpisano 61 umów z uczelniami partnerskimi.